# 西班牙工人共产党
西班牙工人共产党（西班牙語：Partido Comunista de los Trabajadores de España，缩写为PCTE）是西班牙的一个共产主义政党。该党成立于2019年3月3日，分裂自西班牙人民共产党。该党的意识形态是共产主义、马克思列宁主义、反法西斯主义、联邦主义。该党的政治立场是极左翼。该党的总书记是阿斯托尔·加西亚。该党的青年翼是共产主义青年集体。该党出版刊物《新道路》。